# Minerały skałotwórcze
Minerały skałotwórcze – grupa minerałów stanowiących główne składniki skał. Z ok. 4000 znanych minerałów skały buduje niewielka grupa minerałów ok. 200.
- Minerałami skałotwórczymi skał magmowych są: kwarc, skalenie, skaleniowce, łyszczyki, pirokseny, amfibole i oliwiny.

- Minerałami skałotwórczymi skał osadowych są: wyżej wymienione oraz kalcyt, dolomit, gips, anhydryt, halit.

- Minerałami skałotwórczymi skał metamorficznych są: kwarc, skalenie, łyszczyki, chloryty, amfibole, pirokseny, staurolit, sylimanit, andaluzyt, dysten, kordieryt, granat, serpentyny, wezuwian.